# پال تلکی
پال تلکی (مجاری: Pál Teleki؛ زادهٔ ۱ نوامبر ۱۸۷۹ – درگذشتهٔ ۳ آوریل ۱۹۴۱) سیاست‌مدار اهل پادشاهی مجارستان بود.
وی از سال ۱۹۲۱ تا ۱۹۲۱ و ۱۹۳۱ تا ۱۹۴۱ نخست‌وزیر پادشاهی مجارستان، از آوریل تا سپتامبر ۱۹۲۰ وزیر امور خارجه، از سال ۱۹۳۸ تا ۱۹۳۹ وزیر دین و آموزش و پرورش و در سه مقطع نماینده پارلمان مجارستان بوده‌است.
او یک شخصیت بحث‌انگیز در تاریخ مجارستان است چرا که به عنوان نخست‌وزیر سعی می‌کرد خودمختاری و استقلال مجارستان را در شرایط سیاسی دشوار حفظ کند اما قوانین و مقررات گستردهٔ ضدیهودی را نیز تصویب می‌کرد.